# Herzogin Elsa
Herzogin Elsa (benannt nach der Herzogin Elsa von Württemberg, 1876–1936) ist eine aromatische Tafelbirne. Sie hat eine mittelgroße bis große Form. Die Grundfarbe ist hellgrün bis grün. Im Laufe der Zeit nimmt die Berostung zu, so dass die Frucht eine rostig braune Farbe bekommen kann. Die Kelchgrube ist relativ flach.
Die Blüte beginnt Anfang April und endet Anfang Mai. Ab Mitte September bis in den Oktober ist Herzogin Elsa pflückreif und muss gleich verzehrt werden.
Das Wachstum des Baumes ist anfangs stark, beruhigt sich im Laufe der Zeit aber. Die steilen Triebe können durch Herunterbinden, Abspreizen oder Schnitt korrigiert werden. Der Baum bildet nach dem zweiten oder dritten Standjahr ausreichend Fruchtholz, neigt jedoch zum Quirlholz.
Der Baum stellt keine besonderen Ansprüche an den Standort. Er verträgt noch Höhen bis 600 Meter über dem Meeresspiegel, jedoch mag er nicht die Nähe von Kälteseen.
Er hat keine besonderen Anfälligkeiten gegenüber Schorf und Mehltau. Einzig der Birnengitterrost macht ihr zu schaffen.
Der Landesverband für Obstbau, Garten und Landschaft, Baden-Württemberg e. V. erklärte die Herzogin Elsa zur Streuobstsorte des Jahres 2011.
Die Wilhelma im Stuttgarter Stadtbezirk Bad Cannstatt entwickelte sich aus umfangreichen Park- und Pflanzenzuchtanlagen in unmittelbarer Nachbarschaft von Schloss Rosenstein zu einem heutzutage sehr vielbesuchten zoologisch-botanischen Garten.
Johann Baptist Müller (1813–1892) wurde 1838 in der Wilhelma speziell für die Obst-Treiberei eingestellt, ab 1841 als Hofgärtner und ab 1844 als Oberhofgärtner. Die Birne Herzogin Elsa wurde von ihm 1879 „gefunden“ und 1885 durch das Pomologische Institut Reutlingen in den Handel gebracht.